# Szubszidiaritás (szociológia)
A szubszidiaritás a modern polgári állam szerveződésének egyik fontos elve, amelyet először XI. Piusz pápa 1931-ben megjelent Quadragesimo anno kezdetű enciklikában fogalmazott meg. A szubszidiaritás – a kifejezést magyarra a kisegítés elveként szokás fordítani – azt jelenti, hogy amely feladatot egy személy vagy közösség konkrét érintettség okán helyi szinten meg tud oldani, arról nem szabad magasabb szinten (esetleg az érintettek kihagyásával) dönteni. Társadalomfilozófiai alapelv, a kereszténydemokrácia és a létrejött Európai Unió egyik alappillére.

## A szubszidiaritás fogalma

### A fogalom megjelenése
XI. Piusz pápa 1931-ben jelentette meg a Quadragesimo anno című enciklikáját, amelyben az 1891-ben megjelent Rerum novarum kezdetű enciklikának állított emléket, egyben azonban számos ponton túl is lépett azon. XIII. Leó körlevele még a klasszikus liberalizmus korában jelent meg, XI. Piusz már más helyzetben fogalmazhatta meg az egyház társadalmi tanítását. Mérleget vont a keresztényszocializmus négy évtizedes eredményeiről, valamint állást kellett foglalnia az elterjedt etatista politikai gondolkodással és megjelenő a totalitárius állameszmével szemben. XI. Piusz újítása a hivatásrendiség megfogalmazása volt, amely az állam szerepének csökkentésével érdekképviseletekre tagozódva képzelte el a társadalomfelépítését. Ehhez kapcsolódóan fogalmazta meg a szubszidiaritás elvét, amely szintén az állam szerepének korlátozását jelenti, decentralizálással, az önkormányzatiság és helyi autonómiák erősítésével.
A társadalomelmélet szilárd és örökérvényű elve az a rendkívülien fontos alapelv, amelyet sem megcáfolni, sem megváltoztatni nem lehetséges; ez így szól: amit az egyes egyének saját erejükből és képességeik révén meg tudnak valósítani, azt a hatáskörükből kivenni és a közösségre bízni tilos; éppen így mindazt, amit egy kisebb és alacsonyabb szinten szerveződött közösség képes végrehajtani és ellátni, egy nagyobb és magasabb szinten szerveződött társulásra áthárítani jogszerűtlenség és egyúttal súlyos bűn, a társadalom helyes rendjének felforgatása, mivel minden társadalmi tevékenység lényegénél és benne rejlő erejénél fogva segíteni – szubszidiálni – köteles a társadalmi egész egyes részeit, ellenben soha nem szabad bomlasztania vagy bekebeleznie azokat.
XI. Piusz pápa enciklikája katolikus reformmozgalmak sorát indította el, – Magyarországon a neokatolicizmus irányzata is a Quadragesimo anno megjelenése után bontakozott ki –, amely később megalapozta az Európa szerte a második világháború után megjelenő és megerősödő kereszténydemokrácia politikai irányzatát.

### A szubszidiaritás jelentése, értelmezése
A szubszidiaritás tehát egy társadalomszervezési és hatalomtechnikai elv és egy erkölcsi norma is egyben. Egy alulról felfelé építkező társadalomképet vázol fel, amely egyaránt jogokat és kötelességeket ad és ró az egyénre, a közösségekre és az államra. Ez a fajta államműködés aktív állampolgárokat és önmagát korlátozni kész államot igényel. Az elv megvalósulásához szorosan hozzátartozik tehát a közjó, a bonum communum fogalma, amely célkitűzés alapvetően koordinálhatja a társadalom közösségeinek tevékenységét. Szintén szorosan kapcsolódik a perszonalizmus emberképe és a szolidaritás értéke. A perszonalizmus szerint ugyanis az egyén közösségben teljesedhet ki (ott nem feloldódva, de el sem szigetelődve), míg a szolidaritás (szemben az osztályharcos elképzeléssel) az egyének és közösségek együttműködését hirdeti.
A szubszidiáris állam nem lehet diktatúra, sem paternalista, de az "éjjeli őr" államképpel sem azonos. Nem vehet át jogköröket azoktól, akik azok gyakorlására képesek, azonban szubszidiálnia, kisegítenie kell akkor, ha más az adott feladat elvégzésére képtelen.

## Szubszidiaritás a gyakorlatban

### Az egyház társadalmi tanításában
Az egyház társadalmi tanításában a szubszidiaritás alapvető értékvállalásként jelent meg, amely elvből következnek:
1) a társadalom hierarchikus épülete;
2) föderalista berendezkedés;
3) széles körű önkormányzati rendszer;
4) pluralizmus a kulturális életben;
5) demokratikus gyakorlat használata a társadalom és a közösségi lét különböző rétegeiben egyaránt;
6) az állampolgárok aktív szerepvállalásának lehetősége és kötelessége a közéletben.
Ezen elvek határozzák meg a második vatikáni zsinaton megfogalmazott dokumentumokat is, mint a vallásszabadságot deklaráló Dignitatis humanae, vagy az egyház és a társadalom kapcsolatában irányelveket megfogalmazó Gaudium et spes, és az egyház belső kormányzatát megfogalmazó, az „egyház dogmatikus alkotmányát” jelentő Lumen gentium.

### Az Európai Unióban
Az Európai Unió az 1992-ben aláírt maastrichti alapszerződésben a szubszidiaritást az európai egységesülés és működésének egyik alapelveként fogadta el. Ezen alapelv mentén választotta ugyanis szét az EU a központi intézményrendszerének és tagállamainak hatásköreit.
A szubszidiaritás értékét az arányosság elvével együtt alkalmazza az Unió. Három kritériumot fogalmaz meg ezzel kapcsolatban:
1) a fellépésnek vannak-e a tagállamok szintjén nem szabályozható, határokon átnyúló vonatkozásai?
2) a nemzeti fellépés vagy annak hiánya ellentétes-e a Szerződés követelményeivel?
3) az európai szintű fellépés egyértelmű előnyökkel bír-e?